# NGC 6878
NGC 6878 este o galaxie situată în constelația Săgetătorul. A fost descoperită în 27 iulie 1834 de către John Herschel. Se află la o distanță de 82,75 de megaparseci de Pământ.